# اویکاتا
اویکاتا (انگلیسی: Oicatá) نام یک منطقه مسکونی در کلمبیا است.